# Пшиш
Пшиш (рус. Пшиш; адиг. Пшиш) река је на југу европског дела Руске Федерације. Протиче преко југозападних делова Краснодарске покрајине (Туапсиншки, Апшеронски и Белоречењски рејон) и запада Републике Адигеје. Лева је притока реке Кубањ и део басена Азовског мора. 
Настаје спајањем река Велики и Мали Пшиш у северној подгорини Великог Кавказа. У горњем делу тока тече кроз дубоку и уску долину и има све карактеристике брзе планинске реке. Преласком у низијско подручје алувијалне Закубањске равнице њена долина се постепено шири, а ток поприма карактеристике равничарске реке. Укупна дужина водотока је 258 km, површина сливног подручја 1.850 km², а просечан проток око 25 m³/s (максимално и до 1.000 m³/s). Карактерише је мешовити режим храњења са благим приматом плувијалног режима, те честе поплаве у равничарском делу тока. Замрзава се повремено искључиво током хладнијих зима. 
Најважније притоке су Гунајка са десне и Цице са леве стране. 
На њеним обалама налазе се град Хадиженск и станице Куринскаја, Кабардинскаја, Черниговскаја, Тверскаја, Гуријскаја, Бжедуховскаја и Рјазанскаја.